# Guo Jinlong
Guo Jinlong, född i juli 1947, är en ledande kinesisk kommunistisk politiker som sitter i politbyrån. Han var partichef i Peking från juli 2012 till maj 2017.
Guo tog en examen i fysik från Nanjinguniversitetet 1969 och gick med i Kinas kommunistiska parti 1979. Han var länge verksam i Sichuan-provinsen.
1993 blev han utsedd till vice partisekreterare i Tibet och var ordinarie partisekreterare från 2000 till 2004. Under sin tid i Tibet han bland annat ansvar för bygget av Qingzang-järnvägen
2004 lämnade han Tibet för att tjäna på olika poster i Anhui och 2007 blev han utnämnd till borgmästare i Peking, där han hade ett stort ansvar för att organisera Olympiska sommarspelen 2008. 2012 utnämndes han till partichef i Peking och blev därmed den högste makthavaren i stadens styrelse.
Guo blev suppleant i Centralkommittén i Kinas kommunistiska parti 1997 och har varit ordinarie ledamot sedan 2002. I november 2012 blev han invald i den mäktiga politbyrån.